# Urbar (Verzeichnis)

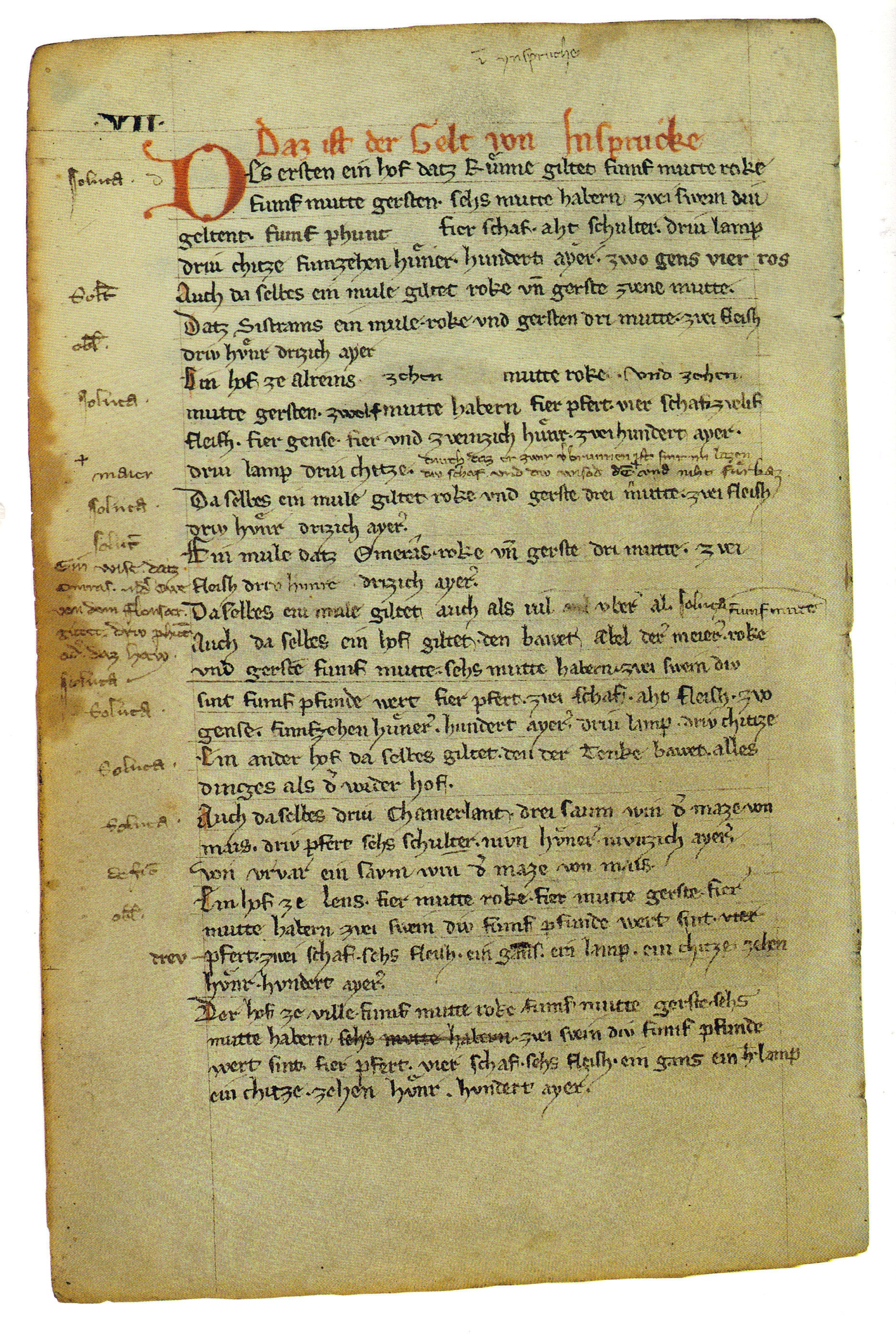
Urbar Meinhards II. von Tirol, 1288 (mittelhochdeutsch)

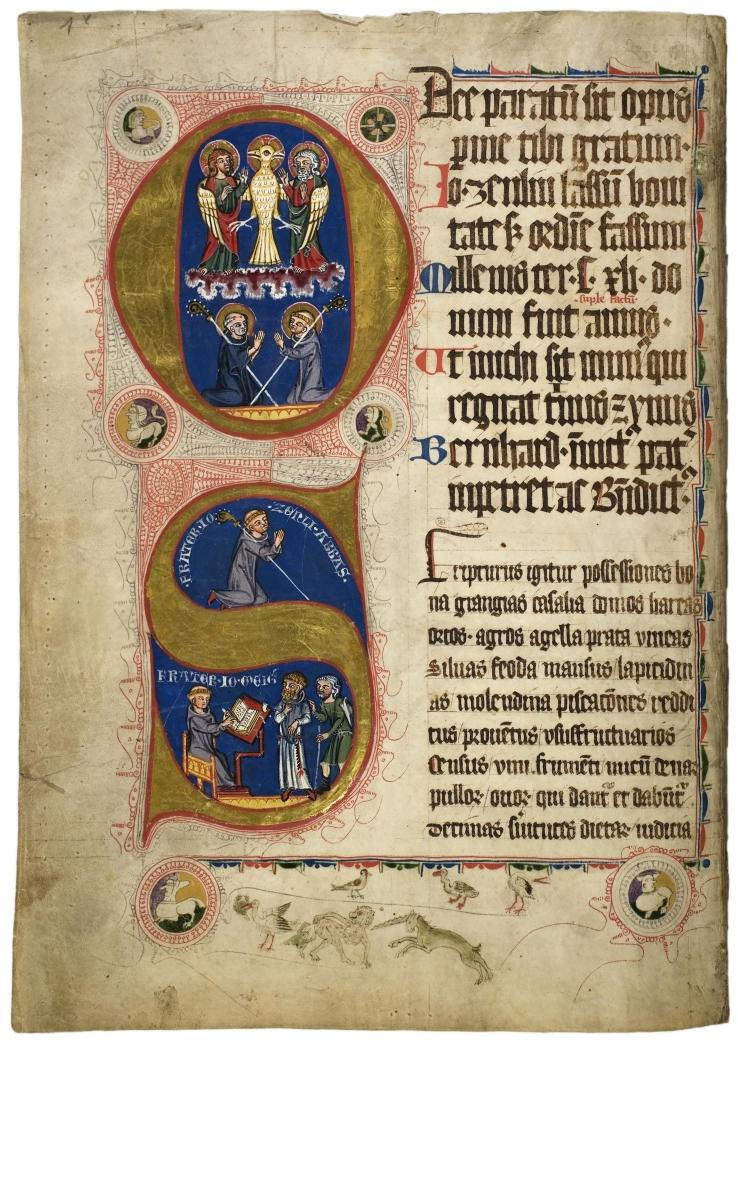
Eingangsseite des Tennenbacher Güterbuchs, 1317–1341 (lateinisch)

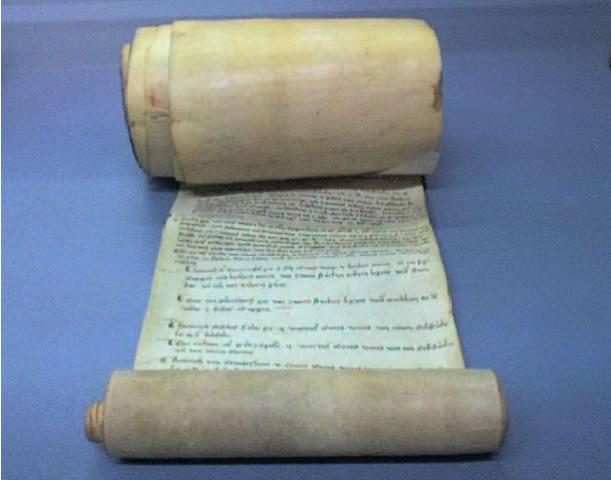
Urbar-Rödel, Chorfrauenstift Säckingen, entstanden um 1310 (mittelhochdeutsch)

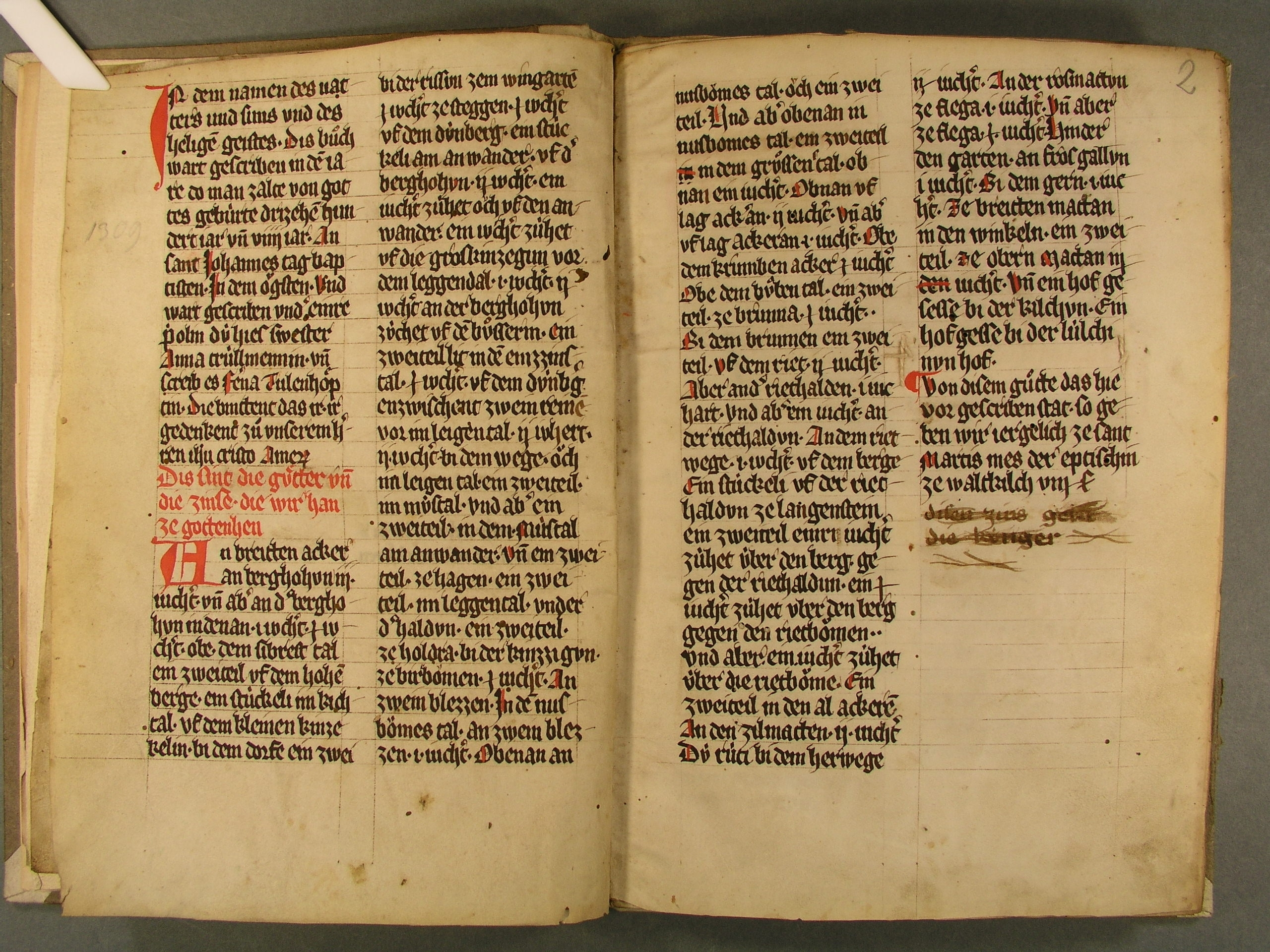
Mittelhochdeutscher Urbar-Codex, Dominikanerinnenkloster St. Katharina, Freiburg, begonnen 1309, fol. 1v/2r, Initium

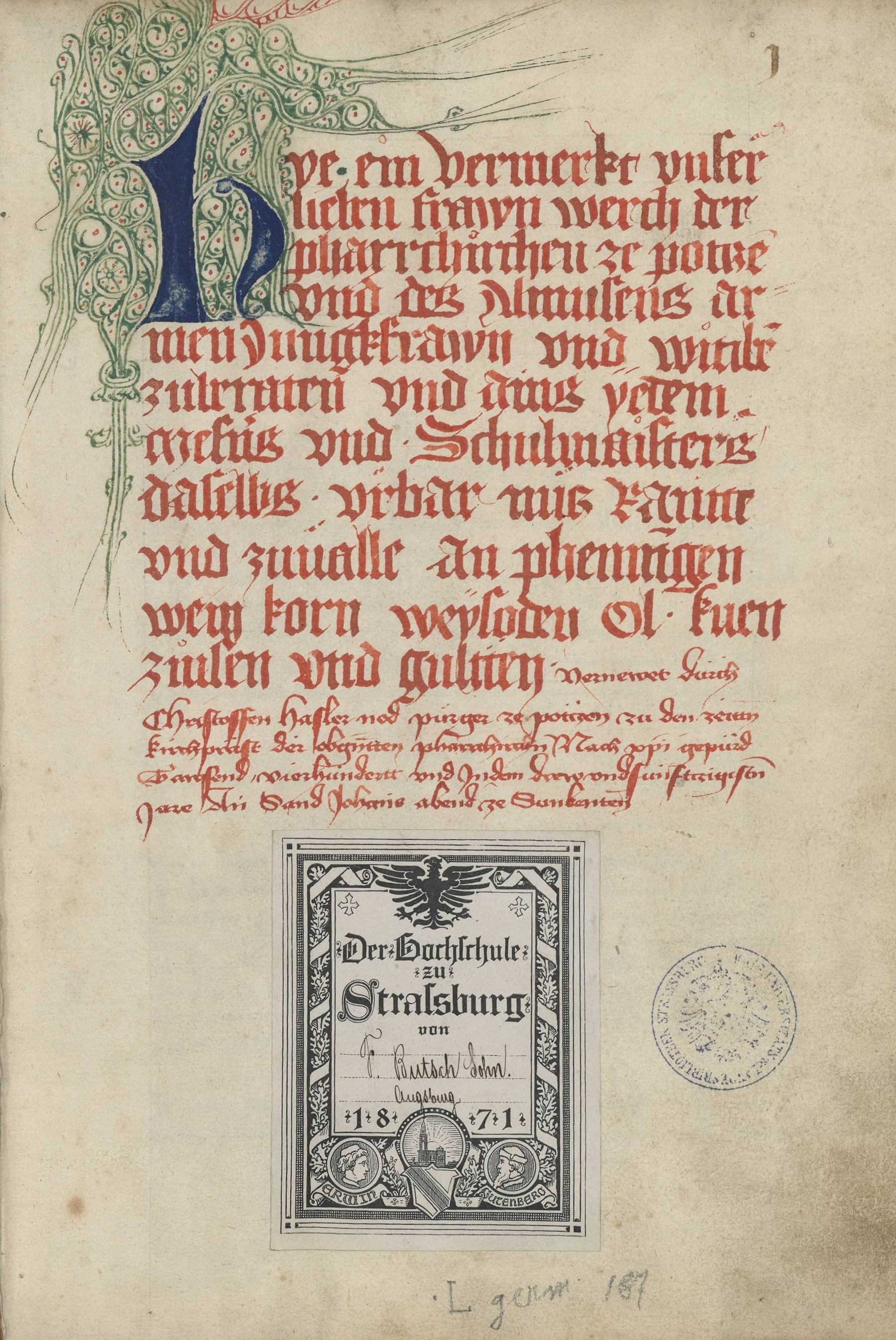
Titelblatt des Urbars und Rechtsbuchs der Marienpfarrkirche Bozen von 1453–1460 (frühneuhochdeutsch)

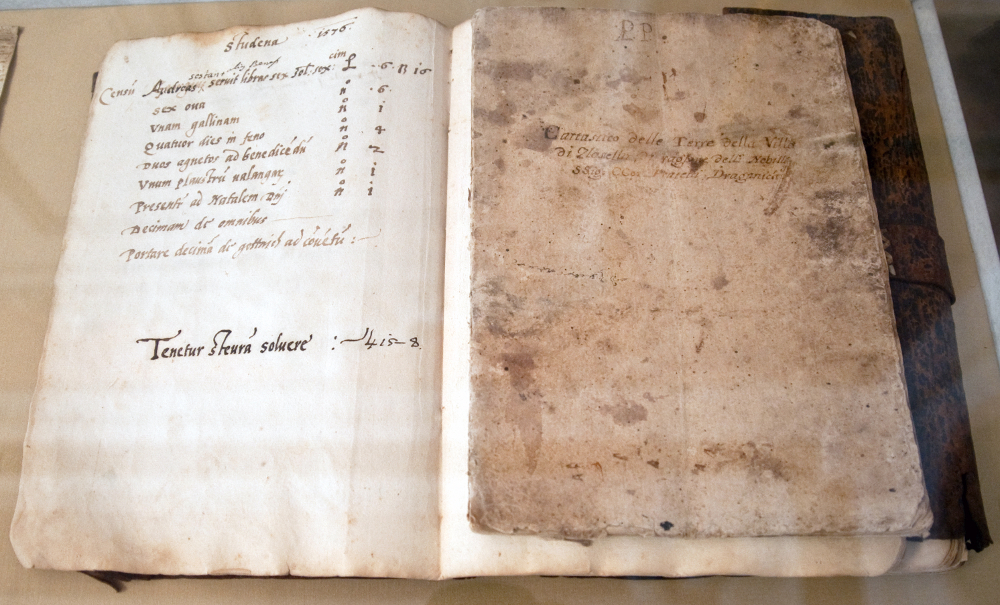
Urbar aus Rijeka, Kroatien, 1575 (lateinisch)

Ein Urbar oder latinisiert Urbarium ist ein Verzeichnis über Besitzrechte einer Grundherrschaft und (als Abgabenregister bzw. Steuerliste) zu erbringende Leistungen ihrer Grunduntertanen (Grundholden). Es ist eine bedeutende Wirtschafts- und Rechtsquelle des mittelalterlichen und frühneuzeitlichen Lehnswesens. Auch für Gültbücher und Lagerbücher sowie Zinsregister wird der Ausdruck verwendet. Je nach Region und Schriftträger sind für diese Verzeichnisse im deutschsprachigen Raum auch die Bezeichnungen Salbuch, Saalbuch, Berain, Zinsverzeichnis, Heberegister, Erdbuch, Güterbuch und (Zins-)Rödel oder Rodel geläufig.
Der Begriff Urbar wird vom althochdeutschen „ur-beran“ bzw. dem mittelhochdeutschen „erbern“ für „hervorbringen“, „ertragbringendes Grundstück“ oder „einen Ertrag bringen“ abgeleitet. Er lässt sich erst ab dem 13. Jahrhundert nachweisen und bezeichnet zu ökonomischen, administrativen oder rechtlichen Zwecken angelegte Aufzeichnungen von Liegenschaften, Abgaben und Diensten einer Grundherrschaft (z. B. eines Klosters) oder einer Villikation. Urbariale Schriftträger sind, bei mitunter komplexen genealogischen Bezügen zwischen Konzept- und Ausführungs- bzw. Reinschrift, entweder zu Rödeln (lat. rotulus) zusammengenähte Pergamentstreifen oder, aus diesen übertragen, lagengebundene Codices.
Um ein Urbar zu erstellen, suchten im Frühmittelalter Beauftragte des jeweiligen Grundherrn die ihnen bekannten Orte auf, in denen Ansprüche bestanden. Sie vereidigten Männer guten Rufs und befragten sie nach den lokalen Gewohnheiten und den Verpflichtungen der ortsansässigen Familia. Die mündlich und in der Volkssprache gegebenen Auskünfte wurden zunächst fast ausschließlich in lateinische Sprache übertragen und schriftlich dokumentiert. Meist wurde Hube für Hube (niederdeutsch Hufe) mit den sie bewohnenden Leuten und deren Pflichten aufgeführt. Die Genauigkeit der Aufnahmen differierte dabei so stark, dass anzunehmen ist, dass viele Pflichten über lokale Gewohnheiten geregelt waren und deshalb nicht eigens aufgeführt werden mussten.

## Entwicklung
Urbare konnten vor Gericht Anwendung finden, wie eine Urkunde Pippins I. von Aquitanien von 828 belegt. In einer Abschrift eines Urbars aus dem frühen 13. Jahrhundert findet sich eine „Gebrauchsanweisung“, wie diese „Büchlein“ im Streitfall eingesetzt wurden: Sie stammt von Cesarius von Milendonk, der im Jahr 1222 das 893 entstandene Urbar von Prüm, einem Kloster in der Eifel, abschrieb. Er wandte sich direkt an den zukünftigen Benutzer seiner Abschrift und gab Anweisungen zur Anwendung des „Buches“ bei Gericht. Auf den Höfen trafen sich dazu die Vertreter des Grundherrn, also des Abts von Prüm, mit Schöffen und Angehörigen der Familia. Dabei wird deutlich, wie das mündliche Verfahren zu dieser Zeit noch von weit größerer Bedeutung ist, und wie sehr die Schrift als „Drohgebärde“ eingesetzt werden konnte:

„Hüten soll sich, wer immer auch auf den Höfen mit den Schöffen und der Familia Gericht hält, ihnen sogleich das, was in diesem Buch zu finden ist, vorweg anzugeben. Vielmehr sollte man die Rechte der Kirche von ihnen sorgfältig erfragen, weil nichts (d. h. kein einzelner Rechtsanspruch) in jeder Hinsicht zufriedenstellend beschrieben ist, andere stark vernachlässigt sind, die nicht in diesem Buch geschrieben stehen. Z. B. sind hier zu Birresborn (in der Nähe von Prüm) die Fronfuhren und der Fasszins nicht erwähnt, beide werden jedoch geleistet. Man erfrage von ihnen sorgfältig die Rechte der Kirche und höre darüber; und sollten sie über irgend etwas schweigen, das in diesem Buch ausgedrückt ist, dann halte man ihnen dies geflissentlich vor, und so werden sie sich umso mehr fürchten.“

Sicherlich hat Cesarius die einschüchternde Wirkung des Buches überschätzt, seine Stellungnahme deutet aber an, wie mit dem Urbar verfahren wurde. Seine Anweisung zeigt zudem, dass der ehemalige Abt die Vollständigkeit des Urbars nicht sehr hoch einschätzte.
Während sich im frühen und hohen Mittelalter die urbarialen Aufzeichnungen meist noch in kursorischen Besitzlisten bzw. summarischen Abgabenverzeichnissen erschöpften, traten im späten Mittelalter an deren Stelle umfassende Besitzbeschreibungen eines konkreten, auf Eigengutbewirtschaftung und Erblehensvergaben basierten Wirtschaftssystems (Herrschaft, Amt, Gericht, Liegenschaft, Anrainer, Lehensnehmer, Zinsabgaben (Naturalien oder Geld), Mortuarium). Zudem wurden in Urbare auch vermehrt Weistumspassagen, der lehnsrechtlich zu leistende Treueschwur der Grundholden, die regelmäßigen Termine der Dinggerichte und deren Beschlüsse aufgenommen, so dass es zu inhaltlichen Überschneidungen verschiedener Textsorten kam. Freiburg etwa verdankt die Überlieferung der ältesten Fassung seines Stadtrechts einer Abschrift im Urbar („Güterbuch“) des außerstädtischen Zisterzienser-Klosters Tennenbach. Überhaupt waren Urbare seit dem 13. Jahrhundert ein bedeutendes Instrument zur Organisierung der sich konstituierenden Landesherrschaft und wurden im deutschen Sprachgebiet nach 1300 zunehmend in der Landessprache verfasst bzw. in diese übersetzt.
Die verstärkte Berücksichtigung urbarialer Quellentexte im Rahmen kritischer, kommentierter Volltexteditionen in der jüngeren Vergangenheit ließ Urbare bei insgesamt guter Überlieferungssituation zu einem wichtigen mediaevistischen Überlieferungsträger sowohl für die Bereiche der Landes- und Wirtschaftsgeschichte als auch der Sozial- und Sprachgeschichte des Mittelalters werden.

## Beispiel
Das Landbuch Kaiser Karls IV. gilt als herausragendes Beispiel eines landesherrlichen Urbars.